# Трапи Парана-Етендека

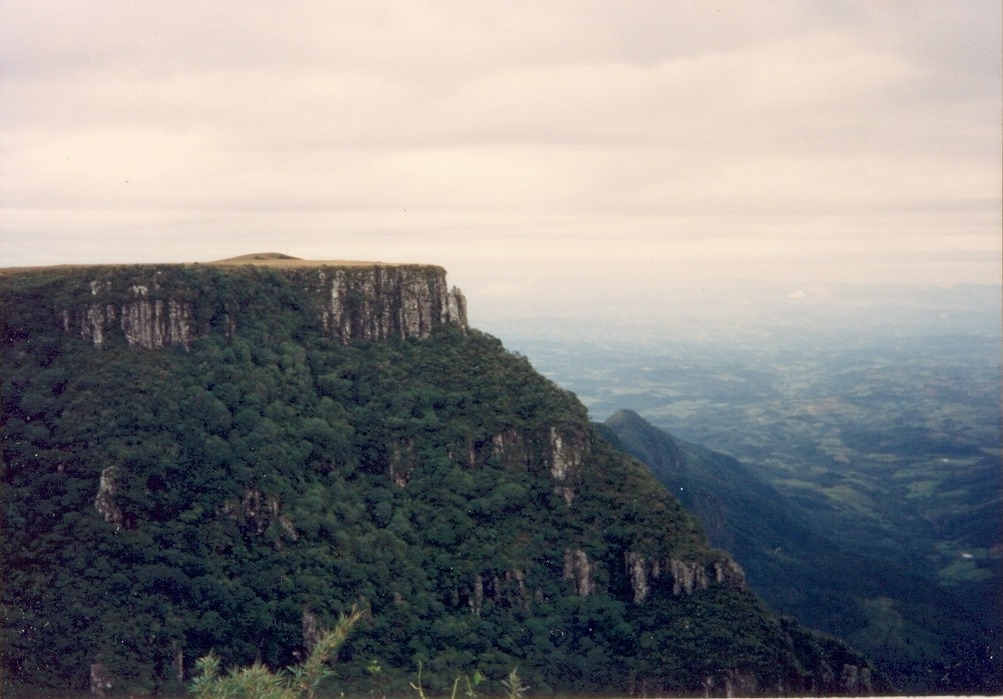
Характерні для трапової провінції уступи, сформовані потоками базальтів в районі магматичної провінції Парана. Бразилія, штат Санта-Катаріна.

Трапи Парана-Етендека (Понта-Гроса,  Парана, Бразилія; і плато Етендека на південному заході  Анголи і північному заході  Намібії) — велика магматична провінція, що охоплює трапи басейну річки Парана та менші за розмірами трапи плато Етендека в Намібії та Анголі. Останні трапові виливи в цій провінції відбулися в районі 138–128 млн років тому. Початковий обсяг виверженого матеріалу прогнозується в районі 2,3×106 км³, площа території, знищеної лавовими потоками, могла скласти 1,5 × 106 км².
Зразки базальта даної магматичної провінції мають вік близько 132 млн років.
Вони ведуть своє походження з островів Гоф і Тристан-да-Кунья, пов'язаних із серединно-океанічним хребтом Волфиш-Рідж (Тристанська гаряча точка). Підводна гірська височина Ріо-Гранде йде на схід з боку Парани.
Точні причини такого напрямку височини поки не ясні, проте, згідно з наявними даними, можливо, що цей район Землі в минулому, приблизно 132 млн років тому, був місцем найбільшого вибухового вулканічного виверження в історії Землі.